# Krzyk VI
Krzyk VI (ang. Scream VI) – amerykański horror z 2023 roku w reżyserii Matta Bettinelli-Olpiny i Tylera Gilletta. Szósta część serii Krzyk oraz kontynuacja filmu Krzyk z 2022 roku. W głównych rolach wystąpiły Courteney Cox, Melissa Barrera i Jenna Ortega. Film miał premierę 8 marca 2023 roku.

## Fabuła
Po kolejnych brutalnych morderstwach w Woodsboro czwórka ocalałych z masakry przeprowadza się do Nowego Jorku, gdzie chcą zapomnieć o traumatycznych przeżyciach z przeszłości i zacząć nowe życie. Wkrótce jednak dochodzi do kolejnych zabójstw, za którymi stoi morderca kryjący się pod maską Ghostface'a. Siostry Carpenter zmuszone są ponownie stawić czoła zamaskowanemu złoczyńcy.

## Obsada
- Melissa Barrera jako Sam Carpenter
- Jenna Ortega jako Tara Carpenter
- Hayden Panettiere jako Kirby Reed
- Jasmin Savoy Brown(inne języki) jako Mindy Meeks-Martin
- Mason Gooding(inne języki) jako Chad Meeks-Martin
- Courteney Cox jako Gale Weathers
- Dermot Mulroney jako Ghostface #1 / det. policji Wayne Bailey
- Jack Champion(inne języki) jako Ghostface #2 / Ethan Landry
- Liana Liberato jako Ghostface #3 / Quinn Bailey
  - Roger L. Jackson jako Ghostface (głos)
- Josh Segarra(inne języki) jako Danny Brackett
- Devyn Nekoda jako Anika Kayoko
- Henry Czerny jako dr Christopher Stone
- Tony Revolori jako Jason Carvey
- Samara Weaving jako Laura Crane
- Skeet Ulrich jako Billy Loomis
- Andre Anthony jako Frankie
- Thomas Cadrot jako Brooks[1]

## Produkcja
Okres zdjęciowy trwał między 10 czerwca a sierpniem 2022 roku. Film kręcono w Montrealu w Kanadzie.

## Odbiór

### Box Office
Budżet filmu jest szacowany na 35 milionów dolarów. W Stanach Zjednoczonych film zarobił 44 mln USD. W innych krajach przychody wyniosły ponad 22 mln, a łączny przychód ze sprzedaży biletów blisko 67 milionów dolarów.

### Reakcja krytyków
Film spotkał się ze pozytywną reakcją krytyków. W agregatorze recenzji Rotten Tomatoes 76% z 233 recenzji uznano za pozytywne, a średnia ocen wyniosła 6,8 na 10. Z kolei w agregatorze Metacritic średnia ważona ocen z 52 recenzji wyniosła 61 punktów na 100.